# Martha Kunig-Rinach
Martha Kunig-Rinach, geborene Martha Rinach (* 1. April 1898 in München; † 24. März 1993 ebenda) war eine deutsche Schauspielerin und Operettensängerin (Mezzosopran).

## Leben
Ihr erstes Engagement erhielt sie im Alter von 17 Jahren am Münchner Residenztheater. Von 1938 bis 1944 war sie am Volkstheater der Bayerischen Landeshauptstadt engagiert. Sie stand 1944 in der Gottbegnadeten-Liste des Reichsministeriums für Volksaufklärung und Propaganda. 1946 später kam die Künstlerin an das Staatstheater am Gärtnerplatz, dem sie viele Jahre als festes Ensemblemitglied angehörte und zu einem besonderen Publikumsliebling avancierte. Dort war die Kammerschauspielerin vor allem in komischen Rollen zu bewundern. Martha Kunig-Rinach, die letztlich nur regionale Berühmtheit erlangte, spielte in einigen (Heimat-)Filmen (in kleineren Rollen) mit: Standschütze Bruggler (1936), Ein Herz schlägt für Dich (1944/49), Die Alm an der Grenze (1951), Begegnung mit Werther oder Das schreckliche Mädchen (1990). Im Hörfunk wirkte sie an heiteren bayerischen Abenden mit, beispielsweise 1955 in Unser Fähnelein ist weiß und blau, ferner an 15 Folgen (1969–1985) der Sendung Das Bairisch Herz. Heiteres und Besinnliches in Worten und Liedern (die von 1955 bis 1996 in 764 Folgen ausgestrahlt wurde). Im Komödienstadl spielte sie 1959 und 1962 mit. 1962 an der Seite von Michl Lang, Erni Singerl, Maxl Graf u. a. eine Hauptrolle in Das Dienstjubiläum. Seit den 1950er Jahren betätigte sie sich auch als Synchronsprecherin.
Die Künstlerin war mit dem Schauspieler und Sänger Rudolf Kunig verheiratet.